# 疯人果冒充桂圆传闻
疯人果冒充桂圆传闻指1993年到1994年间，中国大陆诸多媒体报道所谓疯人果（龙荔）冒充桂圆的传闻。一些地方将疑似疯人果的桂圆销毁，造成巨大经济损失。中国科学院植物研究所标本馆研究认为，相关传闻不实。

## 背景
桂圆和龙荔同为无患子科植物。南宋范成大《桂海虞衡志》记载：“龍荔，殼如小荔枝，肉味如龍眼，木身，葉亦似二果，故名。可蒸食，不可生啖，令人發癇，或見鬼物。三月開小白花，與荔枝同時。”
两种植物的植株形态相似，但果实有较大差异。桂圆果壳外壁是“瘤状或泡状的平滑凸起”，而龙荔果壳外壁是“密生圆锥状的小刺”。

## 历史
北京市工商局关于查处销售假桂圆的紧急通知
最近市场上出现了种假桂圆（别名“疯人果”），一些人误食后造成中毒。据市消费者协会反映，已接到数起消费者误食中毒的投诉。为保护消费者利益，打击销售假桂圆的违法行为，现紧急通知如下： 
一、各区、县局要立即组织力量对各集贸市场、展销会、副食商店及个体工商户出售的桂圆进行检查，发现的假桂圆一律予以没收。有关单位、个人不听劝阻继续销售的从重处罚。
二、在检查中对一时难辨真伪，应责令有关单位和个人暂停销售，送有关单位检测鉴别。
三、对发现的假桂圆要追根寻源，挖源头，堵住进京渠道。
一九九四年一月六日
附：真假桂圆识别方法
...

从1993年秋天开始，在包括新华社、中央电视台在内的媒体报道下，中国大陆广泛开始流传疯人果假冒桂圆的传闻。此信息从青海、安徽蔓延到北京，后来又波及到天津、山东、浙江和广西、福建。
媒体披露后，各地禁卖、销毁桂圆，甚至抓捕贩卖者。各地查获的“疯人果”有：合肥1.7万多公斤、济南1000公斤、巢湖760多公斤。加上其他地方消费者投诉，不完全统计总量达2万多公斤。
中国科学院植物研究所标本馆经过研究得出结论，此事不实，各地送检的“假冒”桂圆样品，没有一粒疯人果。理由为：疯人果其实是野生稀有物种，难以获得，不可能大量流入市场；所谓中毒症状与误食“疯人果”形成的幻听、幻视症状不符；经过显微构造比较，样品是桂圆，与“疯人果”标本不符。多家媒体报道了此成果。

## 流行文化
借古讽今的电视剧《康熙微服私访记》第二部（1998年5月开拍）中的《桂圆记》（演员赵薇主演）以疯人果冒充桂圆为故事主线。

## 余波
虽然传闻开始不久后就有辟谣，但消费者中仍时有对疯人果冒充桂圆的质疑，如：2006年，安徽合肥、四川自贡；2012年，浙江宁波；2018年，海南。